# 池田政倫
池田 政倫（いけだ まさとも）は、江戸時代中期の旗本。通称は主馬、修理。官位は従五位下・筑後守。

## 経歴
享保2年（1717年）、池田政相の次男として誕生。池田豊常の末期養子となり、享保18年（1733年）9月2日、遺領を継ぐ。翌享保19年（1734年）9月29日、中奥番士に列し、寛保3年（1743年）1月11日、御徒頭となった。延享4年（1747年）12月23日、目付となり、宝暦6年（1756年）9月15日、堺奉行、閏11月1日、従五位下筑後守となった。宝暦8年（1758年）12月7日には大目付に就任した。
安永4年（1775年）8月9日、59歳で死去。池田政胤の娘を養女として、池田長恵に嫁がせ、跡を継がせた。

## 系譜
- 父：池田政相（1678-1738）
- 母：不詳
- 養父：池田豊常（1709-1733）
- 室：大岡忠恒の娘
- 養子
  - 女子：池田長恵室 - 池田政胤の娘
  - 男子：池田長恵（1745-1800） - 池田政晴の四男